# Elise Hughes
Elise Hughes (Hawarden, 15 aprile 2001) è una calciatrice gallese, centrocampista offensiva del Crystal Palace e attaccante della nazionale gallese.

## Palmarès

### Club
- Campionato inglese di seconda divisione: 1

Crystal Palace: 2023-2024

### Individuale
- Capocannoniera del campionato inglese femminile di seconda divisione: 1

2023-2024 (16 reti)